# Nikola I. Petrović Njegoš
Nikola I. Petrović (crnogorski: Никола I Петровић Његош; Njeguši, Crna Gora, 19. listopada 1841. – Antibes, Francuska, 1. ožujka 1921.), sedmi i posljednji državni poglavar iz crnogorske dinastije Njegoš.
Na prijestolju je od 1860. do 1921. godine, kao knjaz a od 1910. i kao kralj, za Crnogorce neprikosnoveni Gospodar, također i književnik.
Pod njegovom je upravom crnogorska država 13. srpnja 1878. na Berlinskom kongresu dobila međunarodno priznanje i od onih država Europe koje je dotad nisu priznavale. Nakon višestoljetne izolacije, Crna Gora je oružanim i diplomatskim putem tada silno uvećala svoj teritorij i izbila na Jadransko more – Crnogorsko primorje.
Reformirao je Nikola I. državnu upravu, ustanovio Ministarski savjet, modernizirao Crnogorsku vojsku, Općim imovinskim zakonikom udario temelj pravnom sustavu, otvorio vrata inozemnim investiranjima. 
Godine 1905. je Nikola I. oktroirao Ustav Knjaževine Crne Gore nakon čega je i sazvana Crnogorska narodna skupština.
Bio je uspješni vojskovođa tijekom balkanskih ratova 1912. i 1913. ali ne i u Prvom svjetskom ratu kada je Kraljevina Crna Gora pružila hrabar otpor austro-ugarskoj invaziji, no morala je siječnja 1916. kapitulirati.
Kralj Nikola se s Vladom i Dvorom sklonio u Francusku, u egzil iz kojeg se nikada nije vratio. Unatoč vojnim (Božićna pobuna i crnogorski komitskim pokretom koji je potrajao do 1929. godine) i pokušajima crnogorske diplomacije na Versajskoj konferenciji, Crna Gora nije uspjela povratiti svoj međunarodno-pravni suverenitet izgubljen krajem 1918. godine aneksijom koje je izvršila Kraljevina Srbija.
Nikola I. je umro izoliran u emigraciji, a pokopan je u ruskoj crkvi u San Remu (Italija).
Njegovi i posmtrni ostatci njegove supruge kraljice Milene Petrović će, uz najviše državne počasti, biti 1989. vraćeni i pokopani na Cetinju, u Dvorskoj crkvi na Ćipuru.
Nikola I. ogledao se i u književnosti a najuspjeliji mu je rad Balkanska carica. Pored ove drame, napisao je i druge kao što su: Husein-beg Gradaščević i Knjaz Arvanit.

## Odlikovanja
Odlikovanja Nikole I. su, uglavnom prvostupanjska, izrađena od plemenitih metala, zlata i platine, a neka su čak ukrašena i brilijantima. Do 1910. već je bio nositelj gotovo svih najviših vladarskih odlikovanja.

### Crnogorska odlikovanja
- Red Petrovića Njegoša
- Red knjaza Danila I.
- Red svetog Petra

### Inozemna odlikovanja
Bugarska
- Red Svetih Kirila i Metodija[3] (28. kolovoza 1910.)

Ujedinjeno Kraljevstvo
- Kraljevski red Viktorije

Francuska
- Legija časti[3]
- Red Akademske palme[3]

Italija
- Red najsvetijeg Navještenja[3] (1893.)
- Vojnički red Savoje
- Red talijanske krune[3]  (1873.)

Portugal
- Red dva reda[3]

Rumunjska
- Red Karola I.[3] (28. kolovoza 1910.)

Rusija
- Vojnički red svetog Velemučenika i Pobjedonosnog Jurja
- Red Aleksandra Nevskog sa zvijezdom u brilijantima[3]
- Red Andrije Prvozvanog[3]
- Jurjevski križ III. stupnja[3] (1876.)

San Marino
- Vojni red San Marina[3]

Srbija (Kneževina i Kraljevina)
- Red Takovskog križa[3] (1879.)
- Red bijelog orla[3] I. stupnja (1893.)
- Red svetog Save[3] (1896.)
- Red Karađorđeve zvijezde, prvi nositelj[3] (1904.)

Turska
- Red Osmanlije[3] I. stupnja[4] (1883.)

Imao je još jedno japansko i perzijsko odlikovanje.

## Vanjske poveznice
- (crnog.) Jedno viđenje o tehnici vladanja Nikole I. Petrovića

### Ostali projekti
|  | Zajednički poslužitelj ima još gradiva o temi Nikola I. Petrović Njegoš |